# Sampoong
Sampoong bylo obří obchodní centrum vybudované v Soulu a otevřené v roce 1990. Konstrukce budovy prodělala během vývoje projektu oproti původním plánům významné změny, které původní projektanti odmítli schválit, pročež byli nahrazeni jinou společností. V důsledku navýšení počtu pater, minimalizace opěrných a zpevňujících struktur z důvodu úspor a nadměrnému zvýšení zátěže střechy dodáním původně neplánovaných klimatizačních jednotek byla výsledná konstrukce komplexu zcela nepřiměřená, což 29. června 1995 vyústilo ve zřícení komplexu. Při tom zahynulo 502 lidí a téměř tisíc dalších bylo zraněno, což z tohoto neštěstí činí největší mírovou katastrofu v moderní historii Jižní Koreje. Na téma katastrofy bylo natočeno několik filmů a dokumentárních filmů.